# Maison du Bailli ou manoir de Toulouse Lautrec à Boussagues
Pour les articles homonymes, voir Maison du bailli.
La maison du bailli, ou le manoir Toulouse-Lautrec, est une maison inscrite aux monuments historiques, située dans l'ancien village fortifié de Boussagues à La Tour-sur-Orb en France.

## Description
Le manoir est un élément du rempart de la citadelle médiévale XIIIe/XIVe siècle. Plusieurs transformations lui ont donné son allure actuelle. Face nord : modifications des fenêtres au XVIe, élargissement au XIVe de la face est vers l'intérieur du village, construction de la tour XVe qui dessert les 2 étages et les combles par un escalier à vis en monolithes, reconstruction de la face sud au XVIe avec fenêtres croisées à meneaux ; reconstruction du sommet de la tour au XVIIe avec installation d'un pigeonnier de factures médiévale avec 172 alvéoles et 9 boulins de sorties.
Le toit est en couvert de lauzes du pays (pierres plates  et/ou ardoises grossières locales).
Le pont enjambant la ruelle, et sans issue aujourd'hui, donnait accès à une maison brulée au XIXe.

## Localisation.
La maison est située en bordure nord du village, elle est intégrée au système de fortifications de Boussagues,.

## Historique
Les premiers Baillis de Boussagues sont cités au XIIIe siècle. La première mention avérée de cette maison remonte à 1538. Toutefois, elle fut la propriété de familles seigneuriales et coseigneuriales dont la plus puissante les D'Alichoux de Sénégra, coseigneurs pendant 2 siècles. Les seigneurs déléguaient leurs fonctions au bailli qui alors occupait cette habitation. Une porte murée sur la face est donnait accès à un bâtiment communal qui disparut au XIXe.
Bien national à la Révolution, elle fut rachetée par J.H de Sénégra vers 1860. Il la rénova intérieurement. Son héritière Armandine de Sénégra y installa une communauté religieuse de deux sœurs chargées d'école pour jeunes filles du pays. À sa mort en 1893, elle légua la maison à son petit-neveu, le célèbre peintre Henri de Toulouse-Lautrec. Il n'y vint jamais, mais son spectre serait apparu à la dernière nonne occupant la maison vers 1914, soit plus de 13 ans après sa mort.
La bâtisse fut ensuite vendue, en piètre état à la famille propriétaire actuelle, les Duch et Pierson, qui la restaurèrent pendant les années 1960/1980 en l'équipant de confort moderne.
L'édifice est inscrit au titre des monuments historiques le 5 septembre 2018.

## Galerie

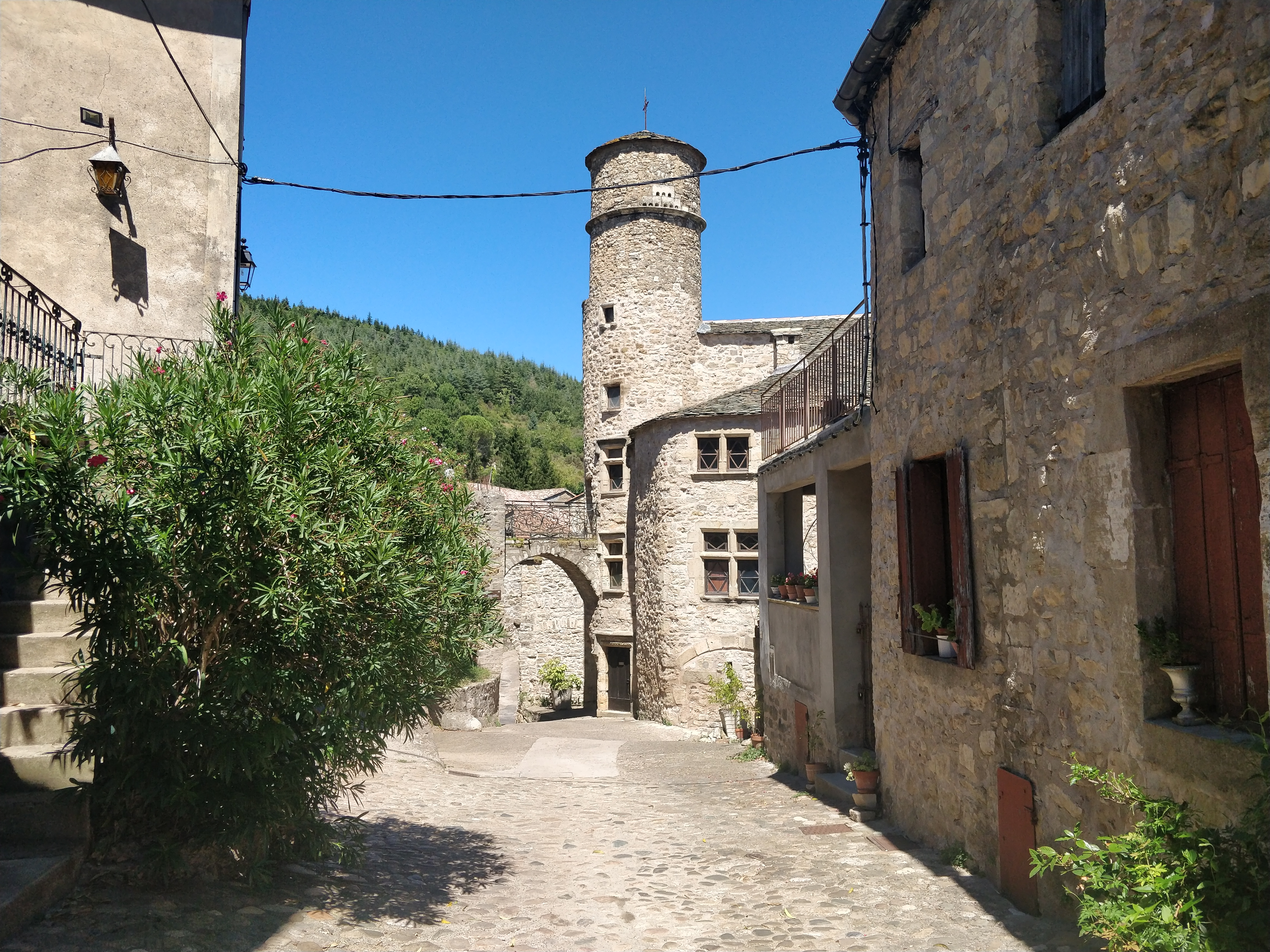
Maison du bailli vue depuis la rue du Pont-Levis